# Ewa Bem Loves The Beatles
Ewa Bem Loves The Beatles – to album Ewy Bem wydany w roku 1984. Na albumie znajdują się covery, brytyjskiej grupy muzycznej The Beatles.

## Lista utworów
1. "I Will"
2. "Here, There And Everywhere"
3. "Get Back"
4. "A Hard Day’s Night"
5. "Something"
6. "You’re Going To Lose That Girl"
7. "Drive My Car"
8. "The Fool On The Hill"
9. "I'll Follow The Sun"
10. "Blackbird"
11. "Here Comes The Sun"
12. "Strawberry Fields Forever"